# دهستان سروستان (سروستان)
دهستان سروستان دهستانی در بخش مرکزی شهرستان سروستان، استان فارس در ایران است. براساس سرشماری مرکز آمار ایران در سال ۱۳۹۰، جمعیت آن ۲۴۲۲ نفر (۶۱۳ خانوار) بوده‌است.